# آلبرت الیس
آلبرت الیس (به انگلیسی: Albert Ellis) (۲۷ سپتامبر ۱۹۱۳ – ۲۴ ژوئیه ۲۰۰۷) روان‌شناس آمریکایی بود
وی بنیانگذار و رئیس افتخاری نهاد آلبرت الیس نیویورک بود.

## زندگی‌نامه
الیس در یک خانواده یهودی در پیتسبورگ در ایالت پنسیلوانیا در ۱۹۱۳ زاده شد. الیس بزرگ‌ترین فرزند خانواده بود و پدر وی مردی کاسب کار و بیشتر در سفرهای بازرگانی و دور از خانه بسر می‌برد.
در اتوبیوگرافی خویش الیس مادرش را زنی در خود رفته با اختلال دوقطبی تشریح نموده‌است.
الیس تا سال ۱۹۴۳ در دوره روان تحلیل گری آموزش می‌دید. اما در آن زمان‌ها شروع به ساختن آزمون‌های کاغذ و مدادی کرد. در میان تمام تست‌های موجود او تست ام‌ام‌پی‌آی (MMPI) را بهترین تست می‌دانست. در سال ۱۹۴۷ مدرک دکترای خود را دریافت کرد. در آن زمان همچنان علاقه شدیدی به نظریه زیگموند فروید داشت. پس از یک دوره آموزشی دیگر در تست رورشاخ ایمان او به نظریه روان تحلیل گری رو به افول نهاد. از بین روانشناسان هورنای، آلفرد آدلر، اریش فروم و سالیوان بیشترین تأثیر را بر او گذاشتند. پس از آن شروع به مطالعه کتب فلاسفه باستانی و جدید کرد. در سال ۱۹۵۳ او به کلی از روان تحلیل گری فاصله گرفت و خود را درمانگر عقلانی نامید.
در سال ۱۹۵۵ شیوه رفتار درمانی عقلانی هیجانی (REBT) را توسعه داد. او درجه کارشناسی ارشد و دکتری روان‌شناسی کلینکی را از دانشگاه کلمبیا و برد روان شناسان حرفه‌ای آمریکا (ABPP) را در اختیار داشت.
بالاخره در سال ۱۹۵۵ او درمان عقلانی خود را پایه‌گذاری کرد که بر اساس آن مشکلات درمان جویان و مراجعین به خاطر فلسفه شخصی آن هاست که با دردهای هیجانی آن‌ها همراه می‌شود. این رویکرد بر درمان فعال تأکید می‌کند تغییر عقاید خودتخریبگر و رفتارهایی است که این عقاید غیرمنطقی و خشک را نشان می‌دهد. در سال ۱۹۵۷ به‌طور رسمی این درمان را شروع کرد و دو سال بعد اولین کتاب خود را منتشر کرد. انجمن روانشناسی آمریکا کمی به این درمان علاقه نشان داد اما آن را مخالف روح زمان دانست. در سال ۱۹۵۹ انستیتو زندگی عقلانی تأسیس شد.